# Калининское (Саратовская область)
Кали́нинское — село в Марксовском районе Саратовской области, в составе сельского поселения "Кировское муниципальное образование".
Основано в 1922-23 годах
Население - 987 (2010)

## История
Основано в 1922 - 1923 годах немецкими колонистами Шмидт и Миллер из колонии Нидермонжу. Первоначальное название - Миллерфельд, в переводе с немецкого "поле Миллера". Жители занимались орошаемым земледелием (пшеница, рожь, овощи) и животноводством.
С 1936 года до ликвидации АССР немцев Поволжья в 1941 году село Миллерсфельд - административный центр Миллерсфельдского сельского совета Марксштадтского кантона. В 1934 - 1944 гг. в селе размещалась Миллерсфельдская МТС (с 1942 до 1944 гг. - Калининская). В 1938 году предприятие обслуживало техникой 13 колхозов ("Красноармеец", "Победа", им. В.И. Ленина, "Борец", им. Э. Тельмана, "Коминтерн", "Молодой боец", "Красный боец", "Новая Родина", "Красный фронт", им. С. Будённого, им. А. Косарева, им. С. Орджоникидзе (площадь земельных угодий- 2669 га, в том числе пашни- 2042 га).
21 декабря 1938 года село переименовано в Калининсфельд.
28 августа 1941 года был издан Указ Президиума ВС СССР о переселении немцев, проживающих в районах Поволжья. Немецкое население депортировано в Сибирь и Казахстан, село, как и другие населённые пункты Марксштадского кантона было включено в состав Саратовской области.
2 июля 1942 года Указом Президиума Верховного Совета РСФСР «О переименовании некоторых сельских Советов и населенных пунктов Саратовской области» переименовано в Калининское.
Постановлением СНК СССР от 11 марта 1944 года "О мерах по укреплению сельского хозяйства в Приволжских районах" в Калининском была размещена центральная усадьба совхоза "Мечётинский", в который вошли земли 7 колхозов общей площадью 17740 га. В июле 1954 года в результате слияния совхозов "Новосельский" и "Мечётинский" в селе разместилось правление укрупненного совхоза «Новосельский», площадь земельных угодий которого достигла 26853 га

## Физико-географическая характеристика
Село находится в Низком Заволжье, в пределах Сыртовой равнины, относящемся к Восточно-Европейской равнине, при небольшой овраге, прилегающем в долине реки Мечетка, на высоте 75 метров над уровнем моря. Почвы тёмно-каштановые солонцеватые и солончаковые.
По автомобильным дорогам расстояние до областного центра города Саратова - 110 км, до районного центра города Маркс - 44 км, до административного центра сельского поселения села Кировское - 13 км.
Климат
Климат умеренный континентальный (согласно классификации климатов Кёппена - Dfa). Многолетняя норма осадков - 483 мм. Наибольшее количество осадков выпадает в ноябре и декабре - по 50 мм, а также в июне (48 мм), наименьшее в марте - по 28 мм. Среднегодовая температура положительная и составляет + 6,3 °С, средняя температура самого холодного месяца января -10,6 °С, самого жаркого месяца июля +22,6 °С.
Часовой пояс
Калининское, как и вся Саратовская область, находится в часовой зоне МСК+1. Смещение применяемого времени относительно UTC составляет +4:00.

## Население
| 2002 | 2010 |
| ---- | ---- |
| 1030 | ↘987 |

## Инфраструктура
Средняя общеобразовательная школа, детский сад, отделение почтовой связи, 4 продуктовых магазина, дом культуры, ФАП.